# 江北嘴遺址
江北嘴遺址位於重慶市江北區江北城，文物遺址年代為蜀漢，2009年12月15日列為第二批重慶市文物保護單位。